# Барок
Барок (укр. Барок) — село на Украине, находится в Жмеринском районе Винницкой области.
Код КОАТУУ — 00520284806. Население по переписи 2001 года составляет 118 человек. Почтовый индекс — 23000. Телефонный код — 4341.
Занимает площадь 13,2 км².

## История
Несмотря на то, что сейчас это вовсе не приглядный, забытый населенный пункт, который находится вдали от дорог и цивилизации. Этот когда-то город имеет славную историю. Исходя из польских источников, известно, что местечко называлось Домброва или Домбровица. Не раз подвергалось нашествию крымских татар, поскольку стояло на границе с беспокойной степью и в итоге было разорено.
В 1615 году на месте разрушенной крепости встало новое местечко, которое стало именоваться Барок.
До 17 июля 2020 года находилось в Барском районе Винницкой области.